# Ridley (Fahrradhersteller)
Ridley ist eine Marke der belgischen Belgian Cycling Factory NV aus Paal-Beringen, Hersteller von Rennrädern und Komponenten. Bis 2017 firmierte das Unternehmen unter dem Namen Race Productions NV.
Ridley Bikes liefert Rennräder aus mit Kohlenstofffasern verstärktem Kunststoff (Carbon) und Aluminium für Straße und Bahn, Triathlonräder, Cyclocross-Räder und Mountainbikes im obersten Preissegment. Die Rahmen werden in Fernost von dem OEM-Unternehmen gefertigt, das auch für Cervélo und Scott Sports arbeitet. In Belgien werden die Rahmen nach Kundenwunsch lackiert und montiert (customized). Ausgeliefert wurden 2010 zwischen 25.000 und 30.000 Einheiten.
2011 beschäftigte das Unternehmen insgesamt ca. 80 Mitarbeiter.

## Geschichte
Das Unternehmen wurde 1990 von Jochim Aerts in Tessenderlo gegründet. Seine Firma benannte Aerts nach dem britischen Filmregisseur Ridley Scott. Ridley war ursprünglich ein Garagenbetrieb und Spezialist, der Rennradrahmen nach Maß fertigte und Rahmen für andere Marken lackierte und dekorierte. Ab 1997 wurden auch komplette Rennrädern aus eigener Entwicklung vermarktet.
Seit 2000 ist mit Paul Kumpen, Ex-Rennfahrer, Rennstallbesitzer und Bauunternehmer aus Hasselt, vertreten durch seinen Sohn Anthony, der Vertrieb und Marketing verantwortet, ein finanzstarker Partner im Unternehmen.

## Produktpalette
Ridley rühmt sich, mit den Typen Dean und Noah die schnellsten Zeitfahrmaschinen der Welt entwickelt zu haben, die nach intensiven Windkanaltests entstanden sind. Diese Tests führten zu Erkenntnissen für eine neue Radserie, die future aero speed technology – FAST für die Straße.
Vor 2001 startete Race Productions NV mit der Entwicklung und dem Vertrieb von Radkomponenten wie Sättel, Lenker, Räder usw. unter dem Markennamen 4ZA-FORZA.
Im Juni 2017 wurde die Marke Eddy Merckx übernommen.

## Sponsorship
Ridley war zwischenzeitlich der offizielle Ausrüster des ProTeams Vacansoleil-DCM. Die Continental Teams Unibet.com und Contentpolis-Murcia wurden, Fidea Cycling Team und Sunweb-Revor werden ebenso versorgt ebenso die U-23 Teams Omega Pharma-Lotto Davo cycling team und Ovyta Eijssen Acrog cycling team.
Mit Beginn der Saison 2012 wurde Ridley Co-Sponsor des neugegründeten belgischen Radsportteams Lotto-Belisol, späterer Name Lotto Soudal (2015–2022), seit 2023 Lotto Dstny.